# Sierra-Madre-Ziesel
Der (oder das) Sierra-Madre-Ziesel (Callospermophilus madrensis, Syn.: Spermophilus madrensis) ist ein Nagetier aus der Familie der Hörnchen (Sciuridae). Er lebt im Nordwesten Mexikos.

## Merkmale
Der Sierra-Madre-Ziesel ist der kleinste Vertreter innerhalb der Gattung Callospermophilus, zu der drei Arten gehören. Er ähnelt stark dem Goldmantel-Ziesel, ist jedoch kleiner, sein Schwanz ist kürzer, der Schädel schmaler und die Fellfarbe stumpfer. Die schwarzen Streifen sind kürzer und schwächer definiert, die weißen Steifen reichen bis zur Schwanzwurzel.
Die durchschnittliche Gesamtlänge des Sierra-Madre-Ziesels beträgt 233 mm. Der Schwanz ist im Mittel 61 mm lang. Der Schädel ist mit bis zu 42,8 mm überdimensional groß. Das durchschnittliche Gewicht liegt bei 156 Gramm.
Ende August bis Anfang September, wenn die Sierra-Madre-Ziesel ihr verschlissenes Sommerfell tragen, sind ihr Kopf und Gesicht häufig haselnussbraun. Die Augen sind von gelblichbraun-weißen Ringen umrandet. Die tiefer gelegenen Backen, die Seiten der Schnauze und Vorderbeine haben einen warmen Gelbbraunton. Die Schultern und Seiten des Nackens sind von einem verwaschenen Zimtbraun und ockerfarbenen Gelbbraun. An den Außenseiten der Ohren befinden sich wenige zimtfarbene Haare. Die Grundfarbe des Oberkörpers ist ein dunkles Zimt oder Beige, am dunkelsten sind Hinterteil und Oberschenkel. Auf dem Rücken hat der Sierra-Madre-Ziesel zwei mattweiße oder blassrötliche Streifen, die von häufig nur schwach ausgeprägten schwarzen Streifen begrenzt sind. An den Seiten ist er gelblichbraun-weiß oder zimtbraun. Die Schwanzbehaarung hat einen Farbtonmix aus Schwarz und warmem Gelbbraun.

## Verbreitung und Lebensraum

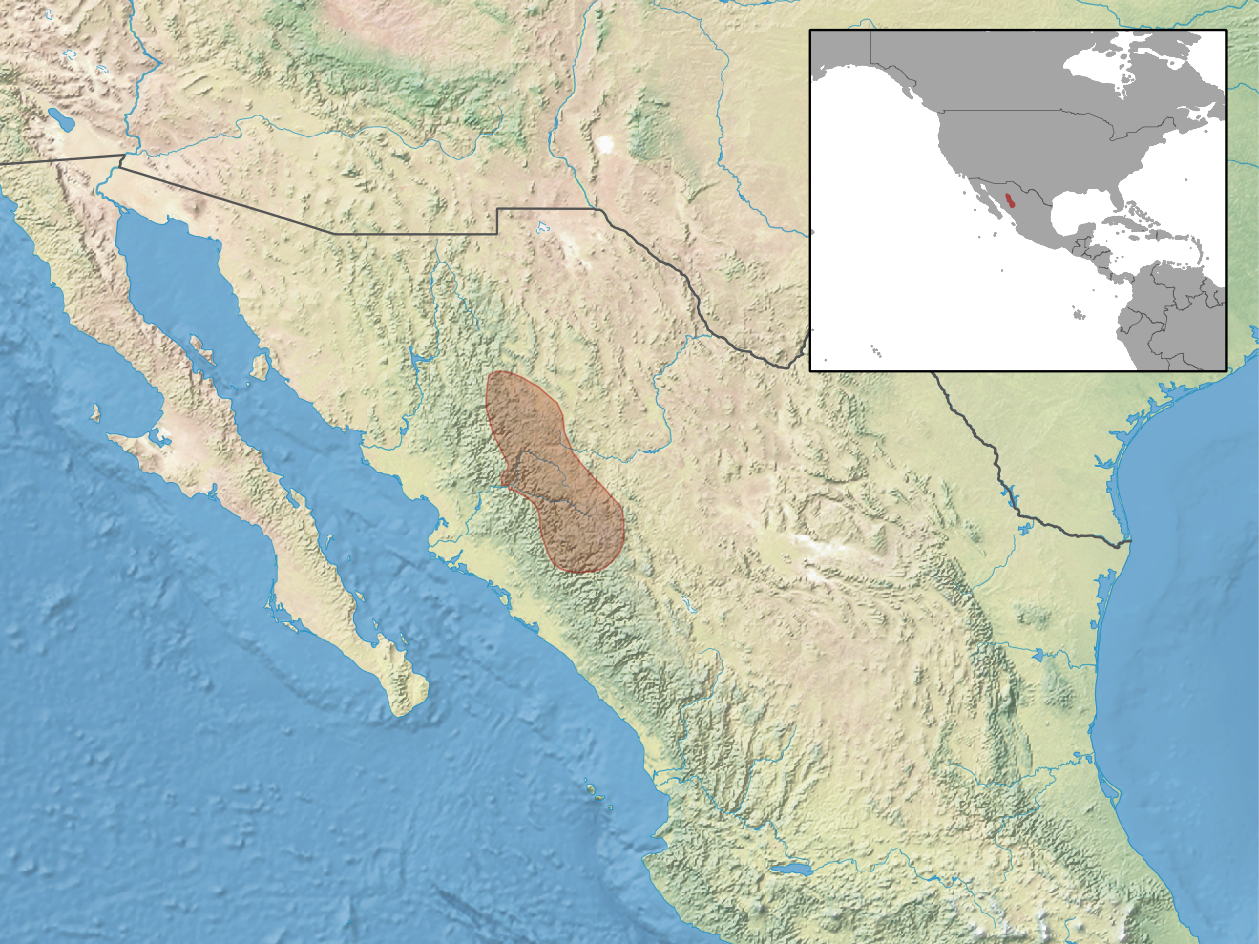
Verbreitung des Sierra-Madre-Ziesels

Der Sierra-Madre-Ziesel wurde in den mexikanischen Bundesstaaten Chihuahua und Durango beobachtet. Außerdem wird ein Vorkommen in Sinaloa and Sonora erwogen. Er lebt auf Höhen zwischen 3000 und 3750 Metern.
Ein Habitat des Sierra-Madre-Ziesels sind Kiefernwälder oberhalb des Pinyon-Kiefern-Gürtels. Auf Abhängen in größeren Höhen (bei rund 3750 Metern) ist er unter Douglasien, Kiefern, Wacholder und Pappeln zu finden. Verbreitet ist er im Gebirgszug Sierra Madre Occidental, wovon sich das Epitheton der Art ableitet.
Die Art ist trotz umfangreicher Bestände als „gering gefährdet“ (Near Threatened) in der Roten Liste gefährdeter Arten aufgeführt, weil alle hochgelegenen Kiefernwälder, die zu ihrem Lebensraum gehören, extensiv abgeholzt werden.

## Fortpflanzung
Über die Fortpflanzung des Sierra-Madre-Ziesels ist wenig bekannt. Bei Forschungsreisen im Mai und Juni wurden Weibchen mit zwei bis fünf Embryos und im Juli laktierende Weibchen gefunden.

## Taxonomie
Der Sierra-Madre-Ziesel ist eine Art der Gattung Callospermophilus innerhalb der Erdhörnchen. Die Erstbeschreibung erfolgte 1901 durch Clinton Hart Merriam. Die Gattung wurde lange als Teil der Ziesel (Spermophilus) und darin innerhalb der Untergattung Callospermophilus eingeordnet. Nach einer umfassenden molekularbiologischen Untersuchung wurde diese jedoch als eigenständige Gattung gemeinsam mit mehreren weiteren Gattungen betrachtet.